# Out of Body Experience
Out of Body Experience är det andra albumet av death metal-bandet Degradead och gavs ut av "Dockyard 1" 20 februari 2009. Inspelningen gjordes i Peter Tägtgrens "The Abyss studio" i Ludvika och albumet är producerat av Degradead tillsammans med Jonas Kjellgren (även gitarrist i Scar Symmetry).

## Låtlista
1. "All Is Gone" - 4:07
2. "Wake the Storm" - 3:52
3. "Archieve the Sky" - 3:33
4. "Everlasting Hatred" - 5:14
5. "Depths of Darkness" - 3:14
6. "V.X.R." - 3:13
7. "Future Is Now" - 3:43
8. "Transmigration" - 2:32
9. "The Burning Orchid" - 3:24
10. "Almost Dead" - 3:16
11. "Dream" - 3:16
12. "Illusion" - 3:42
13. "Suffering" - 3:33
14. "Unfortunate" - 4:21

## Banduppsättning
- Mikael Sehlin - sång
- Anders Nyström - gitarr
- David Szücs - gitarr
- Michel Bärzén - bas
- Kenneth Helgesson - trummor